# Munții John Crow
Munții John Crow reprezintă principală catenă montană localizată în Jamaica. Se extind paralel cu coasta de nord-est a statului, în timp ce la vest au ca limită naturală cursul de apă Rio Grande. Spre sud-est se unesc cu extermitatea estică a munților Albaștri. Altitudinea maximă a munților John Crow este de 1140 m.